# قزل-اکتبر (شهرستان بورایفسکی، باشقیرستان)
قزل-اکتبر (انگلیسی: Kyzyl-Oktyabr, Burayevsky District, Republic of Bashkortostan) یک شهرک در شهرستان بورایفسکی باشقیرستان کشور روسیه است.